# Endspiel (Schach)
Als Endspiel bezeichnet man im Schach die Endphase einer Partie, wenn nur noch wenige Figurenarten auf dem Brett sind.

## Klassifikation
Man unterscheidet die Endspiele nach den noch auf dem Brett verbliebenen Figurenarten, abgesehen von den beiden Königen:
- Elementare Mattführungen: Figuren gegen nichts als einen allein verbliebenen König,
- Bauernendspiel: ein Bauer oder mehrere Bauern,
- Damenendspiel: mindestens eine Dame und mindestens ein Bauer,
- Turmendspiel: mindestens ein Turm und mindestens ein Bauer,
- Läuferendspiel: mindestens ein Läufer und mindestens ein Bauer,
- Springerendspiel: mindestens ein Springer und mindestens ein Bauer,
- Leichtfigurenendspiel: mindestens ein Läufer gegen mindestens einen Springer, mit oder ohne Bauern,
- Schwerfigurenendspiel: mindestens eine Dame gegen mindestens einen Turm, mit oder ohne Bauern,
- Turm-Leichtfiguren-Endspiel: mindestens ein Turm gegen mindestens eine Leichtfigur, mit oder ohne Bauern,
- Dame-Leichtfiguren-Endspiel: mindestens eine Dame gegen mindestens eine Leichtfigur, mit oder ohne Bauern.

Bauernlose Endspiele werden auch als (reine) Figurenendspiele bezeichnet.

## Wesen
Das Endspiel unterscheidet sich von den vorhergehenden Partiephasen durch die reduzierte Figurenanzahl und die aktive Rolle der Könige, wobei der Übergang vom Mittelspiel zum Endspiel fließend ist. Sind noch Bauern auf dem Brett, so kann ein König seine eigenen Bauern unterstützen und die gegnerischen angreifen. Im Endspiel hat in aller Regel einer der beiden Spieler einen Stellungs- oder Materialvorteil. Dieser Spieler wird in dieser Partiephase „Angreifer“, der andere Spieler „Verteidiger“ genannt. Der Angreifer versucht, die Partie zu gewinnen, während der Verteidiger ein Remis anstrebt.
Viele Endspiele gewinnt der Angreifer dadurch, dass er einen Bauern in eine Dame umwandelt und dadurch eine entscheidende Materialüberlegenheit erzielt. Die Bauernumwandlung ist in diesem Fall ein praktikables Teilziel auf dem Weg zum Partiegewinn.
Ein anderes mögliches Teilziel für den Angreifer ist die Vereinfachung durch Tausch. Diese Methode, eine komplizierte in eine einfachere Stellung zu überführen, von der man weiß, wie sie einzuschätzen ist, wird „Abwicklung“ genannt. Zwar kommen Abwicklungen auch im Mittelspiel vor, doch ist die Abwicklung typisch für das Endspiel. Dort lässt sich der Partieausgang der verbleibenden Stellung besser einschätzen, denn viele Stellungen mit wenig Material sind in der Endspielliteratur bereits ausführlich analysiert worden.
Befinden sich keine Bauern mehr auf dem Brett und ist der Verteidiger materiell hinreichend geschwächt, dann ist das Matt das letzte verbleibende Ziel des Angreifers. Eine typische Methode, das Matt zu erzwingen, ist die Abwicklung in ein Endspiel gegen den alleinstehenden König. Dabei muss der Angreifer darauf achten, dass ihm ein hinreichendes materielles Übergewicht zum Erzwingen des Matts erhalten bleibt. Der Verteidiger kann sich zuweilen retten, indem er Pattmotive nutzt oder in ein unterlegenes, doch remisverheißendes Materialverhältnis abwickelt. In der praktischen Partie kann er manchmal auch die 50-Züge-Regel beanspruchen.

## Endspieltheorie
Bis etwa Ende der 1980er Jahre entwickelte sich die Endspieltheorie empirisch und relativ langsam durch händische Analyse einzelner Stellungen (oder auch ganzer Stellungstypen) und sukzessives Ansammeln von Spielerfahrung in Turnieren. Förderlich wirkte sich dabei die Kombination von beidem bei Hängepartien und im Fernschach aus. Seit etwa Anfang der 1990er Jahre werden neue Erkenntnisse immer mehr mit Hilfe von Computerprogrammen erzielt. Allerdings sind die Analysen oft so komplex, dass sie auch von sehr guten Schachspielern kaum durchschaut werden können.
Für Stellungen mit wenigen Steinen wurden die Spielergebnisse bereits berechnet. Derzeit sind alle Stellungen mit bis zu sieben Steinen in Endspiel-Datenbanken verfügbar.
Man unterscheidet zwischen theoretischen Endspielen, bei denen der Ausgang bei beiderseits bestem Spiel zweifelsfrei bekannt ist, und praktischen Endspielen, bei denen eine exakte Einschätzung wegen der riesigen Anzahl möglicher Varianten nicht möglich ist. Gute Spieler versuchen daher, insbesondere in Partien mit begrenzter Bedenkzeit, komplexe Endspielstellungen auf ihnen bereits bekannte Stellungen zu vereinfachen.
Außerdem gibt es komponierte Endspielstudien, deren Ausgangsstellungen nicht immer partiewahrscheinlich sind, die aber bestimmte strategische oder taktische Motive in pointierten Lösungsabläufen verdeutlichen.